# Orlovača (Čukarica)
Pour les articles homonymes, voir Orlovača.
Orlovača (en serbe cyrillique : Орловача) est un des cimetières principaux de Belgrade, la capitale de la Serbie. Il est situé dans la municipalité de Čukarica.

## Localisation
Orlovača se trouve à la limite méridionale de la ville de Belgrade proprement dite, le long de l'Ibarska magistrala, « la route de l'Ibar » et à la frontière des municipalités de Čukarica et de Rakovica. En serbe, son nom signifie « l'aire de l'aigle ».
Le quartier est bordé par les ruisseaux Krušik (au sud) et Krušički potok (au nord). Il se trouve entre les quartiers de Železnik (à l'ouest) et de Petlovo Brdo (au nord).

## Transports
Le cimetière est accessible par les lignes d'autobus 51, 531, 532 et 533 de la société GSP Beograd.